# José Manuel Fuente
José Manuel Fuente Lavandera, född den 30 september 1945 i Siero, Asturien, död den 18 juli 1996 i Oviedo, var en spansk professionell (från 1970 till 1976) landsvägscyklist som vann Vuelta a España 1972 och 1974. Han var en framstående klättrare som vann bergspristävlingen i Vueltan 1972 (och då även kombinationstävlingen) och i Giro d'Italia fyra år i rad (1971 till 1974). Fuente tog två etappsegrar i Tour de France, nio i Girot och tre i Vueltan. Han kom på podiet i alla tre Grand Tours genom sina båda segrar i Vueltan, en andraplats i Girot (1972) och en tredjeplats i Touren (1973). Därtill vann Fuente Tour de Suisse totalt 1973 (även bergspristävlingen samt två etapper) och blev tvåa i Volta a la Comunitat Valenciana samma år.
Fuente tvingades att, efter en kort men mycket lovande karriär, sluta med tävlingscykling på grund av njurproblem, vilka till slut ledde till hans död vid 50 års ålder.

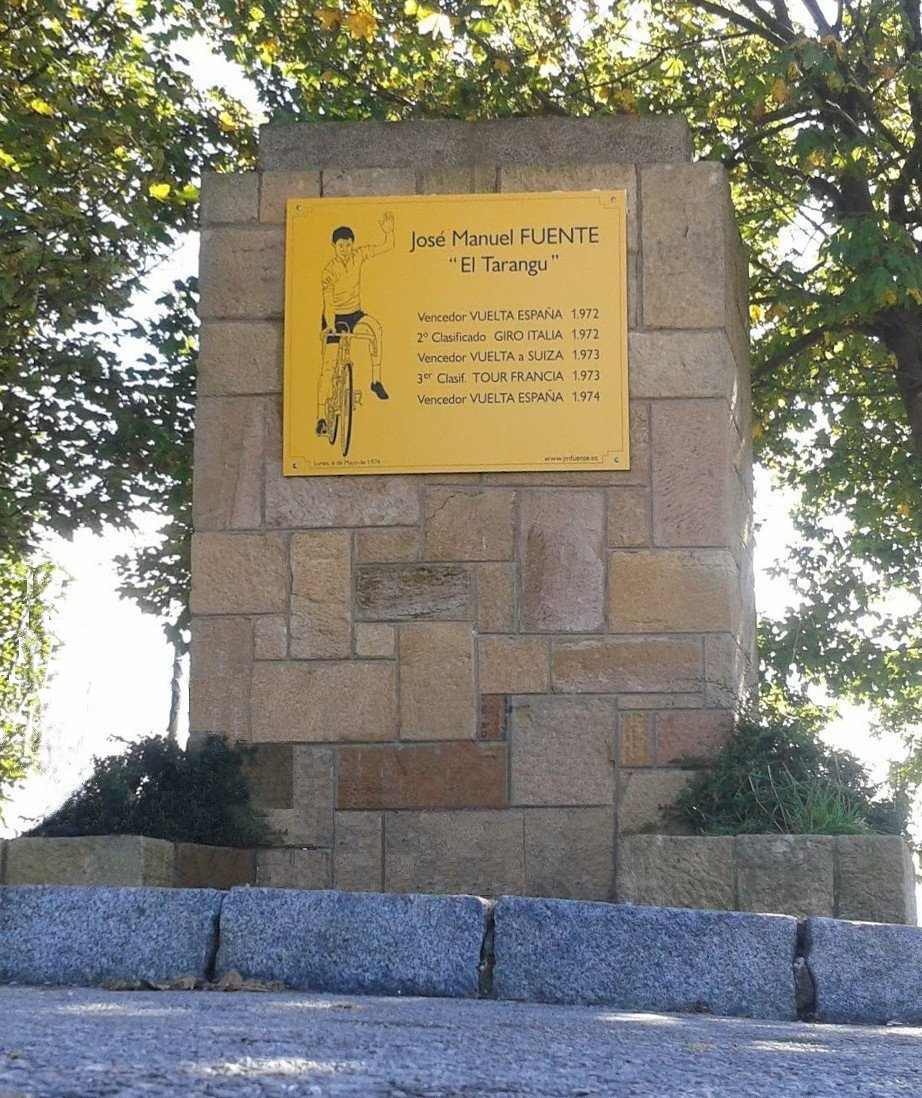
Minnesmärke över José Manuel Fuente, Alto del Naranco, Oviedo.

## Resultat i etapplopp
| Grand Tour                      | 1970 | 1971 | 1972 | 1973 | 1974 | 1975 |
| ------------------------------- | ---- | ---- | ---- | ---- | ---- | ---- |
| Vuelta a España                 | 16   | 54   | 1B   | —    | 1    | DNF  |
| Giro d'Italia                   | —    | 39B  | 2B   | 8B   | 5B   | 18   |
| Tour de France                  | —    | 72   | —    | 3    | —    | DNF  |
| Övriga etapplopp                | 1970 | 1971 | 1972 | 1973 | 1974 | 1975 |
| Tour de Suisse                  | —    | —    | —    | 1B   | —    | —    |
| Volta a la Comunitat Valenciana | —    | —    | —    | 2    | —    | —    |

DNF = Fullföljde ej
B = Vinnare av bergspristävlingen